# Aryjan Tiutrin
Aryjan Tiutrin (ryska: Арыйан Иннокентьевич Тютрин), född 23 november 1994, är en rysk-belarusisk brottare som tävlar i fristil.

## Karriär
Vid VM 2021 i Oslo tog Tiutrin brons i 57 kg-klassen efter att han besegrat Süleyman Atlı i bronsmatchen.
Vid EM 2025 i Bratislava tog Tiutrin brons i 57 kg-klassen efter att ha besegrat tyske Niklas Stechele i bronsmatchen.